# Friedrichsfelde (Turawa)
Friedrichsfelde, poln. Rzędów ist eine Ortschaft in Oberschlesien. Friedrichsfelde liegt in der Gemeinde Turawa im Powiat Opolski (Landkreis Oppeln) in der polnischen Woiwodschaft Oppeln. Seit 2012 ist Friedrichsfelde offiziell zweisprachig (Polnisch und Deutsch).

## Lage
Friedrichsfelde liegt in der historischen Region Oberschlesien im Oppelner Land. Der Ort liegt sieben Kilometer östlich vom Gemeindesitz Turawa und 17 Kilometer nordöstlich von der Kreisstadt und Woiwodschaftshauptstadt Opole (Oppeln).
Der Ort liegt in der Nizina Śląska (Schlesischen Tiefebene) innerhalb der Równina Opolska (Oppelner Ebene). Südlich von Friedrichsfelde befindet sich der Turawa-See.

## Nachbarorte
Nachbarorte von Friedrichsfelde sind im Westen der Gemeindesitz Turawa und Marszałki (Marscholken), im Nordosten Kadlub Turawa (Kadłub Turawski) und im Südosten Dylaki (Dylocken).

## Geschichte
Der Ort Friedrichsfelde wurde im 18. Jahrhundert als Kolonie gegründet. Nach der Neuorganisation der Provinz Schlesien gehörte die Landgemeinde Friedrichsfelde ab 1816 zum Landkreis Oppeln im Regierungsbezirk Oppeln. 1840 hatte die Kolonie 224 Einwohner. 1845 bestanden im Dorf 30 Häuser. Im gleichen Jahr lebten in Friedrichsfelde 224 Menschen, davon einer evangelisch. 1865 hatte der Ort 20 Kolonie-, 3 Gärtner- und 5 Häuslerstellen, außerdem wird zu diesem Zeitpunkt auch eine katholische Schule erwähnt. 1874 wurde der Amtsbezirk Turawa gegründet, welcher aus den Landgemeinden Friedrichsfelde, Groß Kottorcz, Klein Kottorcz, Kobyllno und Turawa und den Gutsbezirken Kobyllno und Turawa bestand.
Bei der Volksabstimmung in Oberschlesien am 20. März 1921 stimmten 76 Wahlberechtigte für einen Verbleib bei Deutschland und 79 für Polen. Friedrichsfelde verblieb beim Deutschen Reich. 1933 lebten im Ort 268 Einwohner. 1939 hatte der Ort 276 Einwohner. Bis 1945 befand sich der Ort im Landkreis Oppeln.
1945 kam der bisher deutsche Ort unter polnische Verwaltung und wurde in Rzędzów umbenannt und der Woiwodschaft Schlesien angeschlossen. 1950 kam der Ort zur Woiwodschaft Oppeln. 1999 kam der Ort zum wiedergegründeten Powiat Opolski. 2009 wurde der Ortsname in Rzędów geändert. Am 8. März 2012 erhielt der Ort zusätzlich den amtlichen deutschen Ortsnamen Friedrichsfelde.

## Sehenswürdigkeiten
- Römisch-katholische Liebfrauenkirche an der ul. Opolska

## Söhne und Töchter der Gemeinde
- Lothar Hyss (1960–2022), Historiker, Direktor des Westpreußischen Landesmuseums

## Vereine
- Sozial-Kulturellen Gesellschaft der Deutschen im Oppelner Schlesien
- Freiwillige Feuerwehr OSP Rzędów